# Eetu Koivistoinen
Eetu Koivistoinen, född 13 juli 1995, är en finländsk professionell ishockeyspelare (forward) som från och med säsongen 2024/2025 spelar för Luleå HF i Svenska Hockeyligan.
Säsongen 2020/2021 gjorde han 44 poäng (24 mål + 20 assist) på 59 matcher, för Lukko i finska Liiga. Den säsongen blev Lukko också finska mästare i ishockey.

## Meriter (i urval)
- 2021 - FM-guld med Lukko
- 2025 - SM-guld med Luleå HF

## Extern länk
- Presentation och statistik för Eetu Koivistoinen som spelare  på Elite Prospects.